# Agromyza alnivora
Agromyza alnivora är en tvåvingeart som beskrevs av Spencer 1969. Agromyza alnivora ingår i släktet Agromyza och familjen minerarflugor. Arten är reproducerande i Sverige. Inga underarter finns listade i Catalogue of Life.